# هابل (میشیگان)
هابل (به انگلیسی: Hubbell) یک منطقهٔ مسکونی در ایالات متحده آمریکا است که در Houghton County واقع شده‌است. هابل ۴٫۸۶ کیلومتر مربع مساحت و ۹۴۶ نفر جمعیت دارد و ۱۹۱ متر بالاتر از سطح دریا واقع شده‌است.